# دنيس جي. كيارني
دنيس جي. كيارني هو سياسي أمريكي، ولد في 25 سبتمبر 1949 في تشيلسي في الولايات المتحدة. نشط حزبياً في الحزب الديمقراطي. وقد انتخب عضو مجلس نواب ماساتشوستس ‏.